# 후진 (오대)
후진(後晉, 936년 ~ 946년)은 오대십국 시대 중 오대의 3번째 왕조로써, 후당의 대장 석경당(石敬瑭)이 세운 국가이다. 국호는 진(晉)이었으나, 춘추시대와 위진남북조 시대의 진(晉)과 구별하기 위해 후진, 또는 창업자 석경당의 성을 따 석진(石晉)이라고 불렀다. 수도는 개봉부이고, 이전 국가였던 후당과 마찬가지로 돌궐 사타족 계열의 왕조였다.

## 역사
후진의 건국자 석경당은 사타족 출신의 무장으로, 후당의 개국공신이었다. 후당의 황제 이존욱(李存勗, 장종)과 이사원(李嗣源, 명종)을 따르며, 여러 번의 위기에서 후당을 구원하였기에 그 능력을 인정받았다. 특히 이사원은 그를 아껴 자신의 딸과 결혼시키기까지 했다. 명종의 대에 석경당은 하동절도사가 되어 그 지역 최고사령관이 되었다. 석경당이 하동에서 쌓은 정치적 실적은 훌륭하였고, 청렴한 생활을 지내 백성들의 칭송이 자자했다.
명종 이사원이 죽자, 그의 양자인 말제 이종가(李從珂)가 제위에 올랐으나, 명종의 사위이자 실력자였던 매부 석경당과 불화가 일어나 석경당은 자신이 주둔하던 진양에서 후당에 대해 반란을 일으켰다.
이종가가 이를 토벌하기 위해 대군을 일으키자, 석경당은 힘이 부족하다는 것을 느끼고, 북쪽의 거란(요나라)에 항복하는 대신 원군을 요청했다. 힘을 얻은 그는 936년 스스로 제위에 올라 후진을 건국하고, 같은해 요나라의 힘을 빌어 후당을 멸망시켰다.
이때 석경당은 원군에 대한 대가로 요나라에 매년 비단 300,000필을 조공으로 바칠 것을 약속하였고, 국경지역 연 지방] 일대 16주를 넘겨주었다. 이 땅을 연운십육주라고 불리며, 이 땅의 탈환은 오대의 여러 왕조들과 그 뒤를 계승한 송나라의 오랜 비원이었으나, 송나라의 대에는 결국 완전한 탈환은 성공하지 못했다.
후진은 건국되었지만 내우외란으로 나라는 무척 혼란스러웠다.
942년 석경당이 죽자, 중신 경연광이 석경당의 조카 석중귀를 옹립하고 정권을 쥐고 흔들었다. 이 옹립 사건은 요나라와 상의 없이 진행되었기에 요나라의 분노를 사서 944년 요나라와 후진은 단주에서 교전을 벌였고, 945년 2번째 원정에서는 석중귀가 직접 출정하여 재차 교전을 벌였다. 947년, 요나라의 제2대 황제 야율덕광(야율요골)이 직접 군을 이끌고 세 번째로 원정을 하자, 후진의 중신 대장 두중위가 요나라에 항복하고 요양에서 후진의 주력은 격파되었다. 그대로 요나라군은 개봉부를 함락시키고 후진을 멸망시켰다. 그 후 후진의 하동절도사였던 유지원은 도망쳐 요나라가 북쪽으로 돌아간 사이 거란족, 즉 요나라군에 의해 황폐화된 개봉부에 들어가 후한을 세웠다.

## 역대 황제
| 대수  | 묘호                            | 시호                                    | 휘             | 연호                                              | 재위 기간     | 능호       |
| ----- | ------------------------------- | --------------------------------------- | -------------- | ------------------------------------------------- | ------------- | ---------- |
| -     | 진 정조 (晉靖祖) (진 고조 추숭) | 효안황제 (孝安皇帝)                     | 석경(石璟)     | -                                                 | -             | 의릉(義陵) |
| -     | 진 숙조 (晉肅祖) (진 고조 추숭) | 효간황제 (孝簡皇帝)                     | 석빈(石彬)     | -                                                 | -             | 혜릉(惠陵) |
| -     | 진 예조 (晉睿祖) (진 고조 추숭) | 효평황제 (孝平皇帝)                     | 석욱(石昱)     | -                                                 | -             | 강릉(康陵) |
| -     | 진 헌조 (晉憲祖) (진 고조 추숭) | 효원황제 (孝元皇帝)                     | 석소옹(石紹雍) | -                                                 | -             | 창릉(昌陵) |
| 제1대 | 진 고조 (晉高祖)                | 성문장무명덕효황제 (聖文章武明德孝皇帝) | 석경당(石敬瑭) | 천복(天福) 936년 ~ 942년                          | 936년 ~ 942년 | 현릉(顯陵) |
| 제2대 | -                               | 출황제 (出皇帝) <소황제(少皇帝)>        | 석중귀(石重貴) | 천복(天福) 942년 ~ 944년 개운(開運) 944년 ~ 946년 | 942년 ~ 946년 | -          |